# 電リク!スター歌謡曲
『電リク!スター歌謡曲』（でんリク！ スターかようきょく）は、1978年4月7日から同年6月30日までフジテレビ系列局(FNS)で放送されていたフジテレビ製作の歌謡バラエティ番組である。放送時間は毎週金曜 12:00 - 12:30 （日本標準時）、フジテレビ系全国ネットの日替わりバラエティ番組枠『12時開演!』金曜の番組として放送。

## 概要
毎回公会堂での公開放送を行っていた番組で、5組のゲスト歌手たちが延べ4つのゲームやクイズに参加し、歌う順番を決めていた。どの歌手が勝ち抜けするのかを視聴者がテレビを見ながら予想する企画もあり、正解者には賞金を贈っていた。司会は宮尾すすむと岡崎ひとみが務めていた。

## 進行
出場歌手は5組で、それぞれ「恐怖のピストルゲーム」とPART1からPART3まである「ストップ・ザ・テレビ」の計4つのコーナーに挑戦。勝ち抜いた順に持ち歌を歌えるルールで、抜けた歌手はその後のゲームとクイズには参加しなかった。
恐怖のピストルゲーム
第1のコーナー。いわゆるロシアンルーレットで、出場歌手たちの中から5人が参加（デュエット歌手とグループ歌手は代表者1人が参加）。目の前に出された玩具のピストルを1つずつ選んで手にし、銃口をこめかみに当てて1人ずつ順番に引き金を引いていった。ピストルから「パーン!」と音がすれば勝ち抜け。
ストップ・ザ・テレビ
第2 - 第4のコーナー。VTRの内容を予想するクイズで、歌手たちにVTRをある程度見せて一旦停止。歌手たちはその後がどうなるのかを予想して答えた。正解すれば勝ち抜け。クイズは択一方式で、「PART1」は四択、「PART2」は三択、「PART3」は二択となっていた。また、必ず決着させるためにあらかじめ答える順番を決めておき、一度出た答えを口にしてはならないルールを設けていた。
各コーナーの開始前には、司会の宮尾たちが視聴者から寄せられた勝ち抜き予想参加応募ハガキの中から1枚を選び、応募者宅へ電話。電話に出たら、応募者に勝ち抜く歌手を予想して答えてもらった。これに正解すると、2万円から20万円までの賞金を貰えた。内訳は以下の通り。
- 「恐怖のピストルゲーム」→ 10万円
- 「ストップ・ザ・テレビ PART1」→ 5万円
- 「ストップ・ザ・テレビ PART2」→ 3万円
- 「ストップ・ザ・テレビ PART3」→ 2万円

なお、前のコーナーでの予想が外れた場合、その賞金は次の予想にキャリーオーバーできた。そのため、「ピストル」「ストップ1」「ストップ2」全ての予想が外れると、「ストップ3」の賞金は20万円になった。ただし、「ストップ3」の予想も外れて賞金が出なくても、その賞金を次週に積み立てることはできなかった。
勝ち抜けずに最後に歌うことになった歌手は、勝ち抜き予想への参加告知もさせられた。

## 備考
各コーナーの開始音楽には、ピンク・レディーのヒットソングの替え歌を使用していた。
- 「恐怖のピストルゲーム」→「ペッパー警部」
- 「ストップ・ザ・テレビPART1」→「UFO」
- 「ストップ・ザ・テレビPART2」→「S・O・S」
- 「ストップ・ザ・テレビPART3」→「ウォンテッド (指名手配)」